# Deifontes
Deifontes é um município da Espanha na província de Granada, comunidade autónoma da Andaluzia, de área 40 km² com população de 2483 habitantes (2007) e densidade populacional de 59,44 hab/km².

## Demografia
| Variação demográfica do município entre 1991 e 2004 | Variação demográfica do município entre 1991 e 2004 | Variação demográfica do município entre 1991 e 2004 | Variação demográfica do município entre 1991 e 2004 |
| --------------------------------------------------- | --------------------------------------------------- | --------------------------------------------------- | --------------------------------------------------- |
| 1991                                                | 1996                                                | 2001                                                | 2004                                                |
| 2385                                                | 2539                                                | 2476                                                | 2395                                                |